# Colón (província)

Colón é uma província do Panamá. Possui uma área de 4.890,50 km² e uma população de 204.208 habitantes (censo 2000), perfazendo uma densidade demográfica de 41,76 hab./km². Sua capital é a cidade de Colón.
A província está dividida em 5 distritos (capitais entre parênteses):
- Chagres (Nuevo Chagres)
- Colón (Colón)
- Donoso (Miguel de la Borda)
- Portobelo (Portobelo)
- Santa Isabel (Santa Isabel)

1. ↑  Google Earth
2. ↑  Provinces of Panama